# Lista de membros associados da Academia Brasileira de Ciências empossados em 1999
Esta lista contém os nomes dos membros associados da Academia Brasileira de Ciências empossados em 1999. 
A categoria de associados foi extinta na reforma estatutária ocorrida em 1999. Ambas as categorias titular e associado são de caráter vitalício. 
| Imagem | Nome                         | Datas de nascimento e falecimento | Local de nascimento | Área de especialização | Alma mater                        | Data de posse       | Conhecido por                           | Referências |
| ------ | ---------------------------- | --------------------------------- | ------------------- | ---------------------- | --------------------------------- | ------------------- | --------------------------------------- | ----------- |
|        | Fernando Costa e Silva Filho | 07 de dezembro de 1952            |                     | Ciências Biomédicas    | Faculdade de Humanidades Pedro II | 28 de abril de 1999 | Foi orientado por Wanderley de Souza    | [ 3 ]       |
|        | José Xavier-Filho            | 09 de novembro de 1936            | Granja, CE          | Ciências Biomédicas    | UFC                               | 28 de abril de 1999 | Foi orientado por João Consani Perrone. | [ 4 ]       |
|        | Mário Jorge Dias Carneiro    | 04 de maio de 1950                |                     | Ciências Matemáticas   | UFMG                              | 28 de abril de 1999 |                                         | [ 5 ]       |